# Adolphe-Philippe Caron

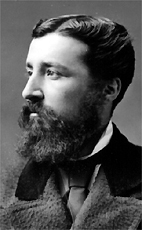
Adolphe-Philippe Caron

Sir Joseph-Philippe-René-Adolphe Caron, PC, KCMG (* 24. Dezember 1843 in Québec; † 20. April 1908 in Montreal, besser bekannt als Adolphe-Philippe Caron) war ein kanadischer Politiker und Rechtsanwalt. 27 Jahre lang war er konservativer Abgeordneter im kanadischen Unterhaus. Von 1880 bis 1892 war er Verteidigungsminister in John Macdonalds Regierung; in seine Amtszeit fällt die Niederschlagung der Nordwest-Rebellion.

## Biografie
Der Sohn von René-Édouard Caron, dem späteren Vizegouverneur der Provinz Québec, erhielt seine Schulbildung am Petit Séminaire de Québec. Anschließend studierte er Recht an der McGill University in Montreal. 1865 erhielt er die Zulassung als Rechtsanwalt und stieg bald zum Partner seiner Sozietät auf. Er gewann im März 1873 eine Nachwahl und zog für die Konservative Partei ins Unterhaus ein.
Im August 1880 ernannte Premierminister John Macdonald Caron zum Minister für Milizen und Verteidigung, obschon er nie Dienst geleistet hatte. Unter seiner Leitung wurde die kleine stehende Armee markant erweitert. 1885 entsandte er Truppen in die Prärieregion, um die Nordwest-Rebellion niederzuschlagen. Dabei trug vor allem die Kooperation mit der Canadian Pacific Railway zum Erfolg bei.
Häufig musste sich Caron mit Vorwürfen auseinandersetzen, er bevorzuge bei seinen Entscheidungen einseitig die Provinz Québec und sei in Korruptionsaffären verstrickt. Als Macdonald im Juli 1891 starb, verlor er seinen wichtigsten Verbündeten. Gegen seinen Willen musste Caron im Januar 1892 als Verteidigungsminister zurücktreten und übernahm stattdessen das eher unbedeutende Postministerium. Bei einer Kabinettsumbildung im April 1896 wurde er nicht mehr berücksichtigt.
Bei der Unterhauswahl 1900 unterlag Caron deutlich dem liberalen Gegenkandidaten. Er zog sich aus der Politik zurück und praktizierte weiter als Rechtsanwalt.